# Simon de Toeni
Simon de Toeni OCist (auch de Tonei) († 17. September 1184) war ein schottischer Geistlicher. Ab 1171 oder 1172 war er Bischof von Moray.
Simon de Toeni war Mönch in Melrose Abbey. 1167 wurde er möglicherweise Abt des südenglischen Klosters Coggeshall, doch bereits 1168 kehrte er nach Melrose zurück. 1171 oder 1172 wurde Simon zum Bischof der nordschottischen Diözese Moray gewählt. Am 23. Januar 1172 wurde er in St Andrews zum Bischof geweiht. In Elgin begann er mit dem Bau einer Kathedrale für die Diözese. Während der politisch unruhigen Zeit konnte der Bau jedoch keine großen Fortschritte erzielen. Nach Simons Tod blieb die Diözese Moray wegen der Macwilliam-Rebellion mehrere Jahre lang vakant.